# تمارة جنكينز
تمارة جنكينز (بالإنجليزية: Tamara Jenkins)‏ هي كاتبة سيناريو ومخرجة وممثلة أمريكية، ولدت في 2 مايو 1962 بفيلادلفيا في الولايات المتحدة. من الجوائز التي نالتها زمالة غوغنهايم.

## أعمال

### أفلام
- (2018) حياة خاصة

## جوائز وترشيحات
جوائز
- زمالة غوغنهايم

ترشيحات
- جائزة الأوسكار لأفضل كتابة

## وصلات خارجية
- تمارة جنكينز على موقع IMDb (الإنجليزية)
- تمارة جنكينز على موقع ألو سيني (الفرنسية)
- تمارة جنكينز على موقع أول موفي (الإنجليزية)
- تمارة جنكينز على موقع قاعدة بيانات برودواي على الإنترنت (الإنجليزية)
- تمارة جنكينز على موقع قاعدة بيانات الأفلام السويدية (السويدية)
- تمارة جنكينز على موقع قاعدة بيانات الفيلم (الإنجليزية)
- تمارة جنكينز على موقع كينوبويسك (الروسية)